# 拉德鎮區 (愛荷華州弗洛伊德縣)
拉德鎮區（英語：Rudd Township）是位於美國愛荷華州弗洛伊德縣的一個行政鎮區。

## 地方資料
根據2010年美國人口普查的數據，拉德鎮區的面積為91.28平方千米，當中陸地面積為91.28平方千米，而水域面積為0.00平方千米。當地共有人口693人，而人口密度為每平方千米7.59人。